# Мончегорский район
Мончегорский район — административно-территориальная единица в составе Мурманской области РСФСР с центром в городе Мончегорске, существовавшая в 1938—1949 годах.
Мончегорский район в составе Мурманской области был образован 27 декабря 1938 года из части территории Кировского района. В его состав вошли город Мончегорск, рабочий посёлок Малая Сопча, а также 4 сельсовета: Верхне-Нюдовский (центр — п. Верхний Нюд), Железнодорожный (ст. Железная), Имандровский (ст. Имандра) и Оленьинский (ст. Оленья).
26 декабря 1940 года были упразднены Верхне-Нюдовский с/с (территория перешла в управление Мало-Сопчинского поссовета) и Железнодорожный с/с (территория перешла в управление Оленьинского с/с).
7 декабря 1949 года посёлок Оленья получил статус рабочего посёлка, в связи с чем Оленьинский с/с был преобразован в Оленьевский поселковый совет.
9 декабря 1949 года город Мончегорск получил статус города областного подчинения, а Мончегорский район был упразднён, с передачей его территории в подчинение городу Мончегорску.